# تينا ليلاك
تينا ليلاك (بالفنلندية: Tiina Lillak) وإسمها الحقيقي إلسا كريستينا ليلاك (بالفنلندية: Ilse Kristiina Lillak) هي رامية رمح فنلندية ولدت في يوم 15 أبريل 1961 في مدينة هلسنكي عاصمة فنلندا، أبرز إنجازاتها هو فوزها بالميدالية الفضية في دورة الألعاب الأولمبية الصيفية 1984 في لوس أنجلوس، كما فازت بالميدالية الذهبية في بطولة العالم لألعاب القوى 1983 في هلسنكي.

## روابط خارجية
- تينا ليلاك على موقع الاتحاد الدولي لألعاب القوى (الإنجليزية)
- تينا ليلاك على موقع اللجنة الأولمبية الدولية (الإنجليزية)
- تينا ليلاك على موقع أوليمبيديا (الإنجليزية)